# Badische Bank

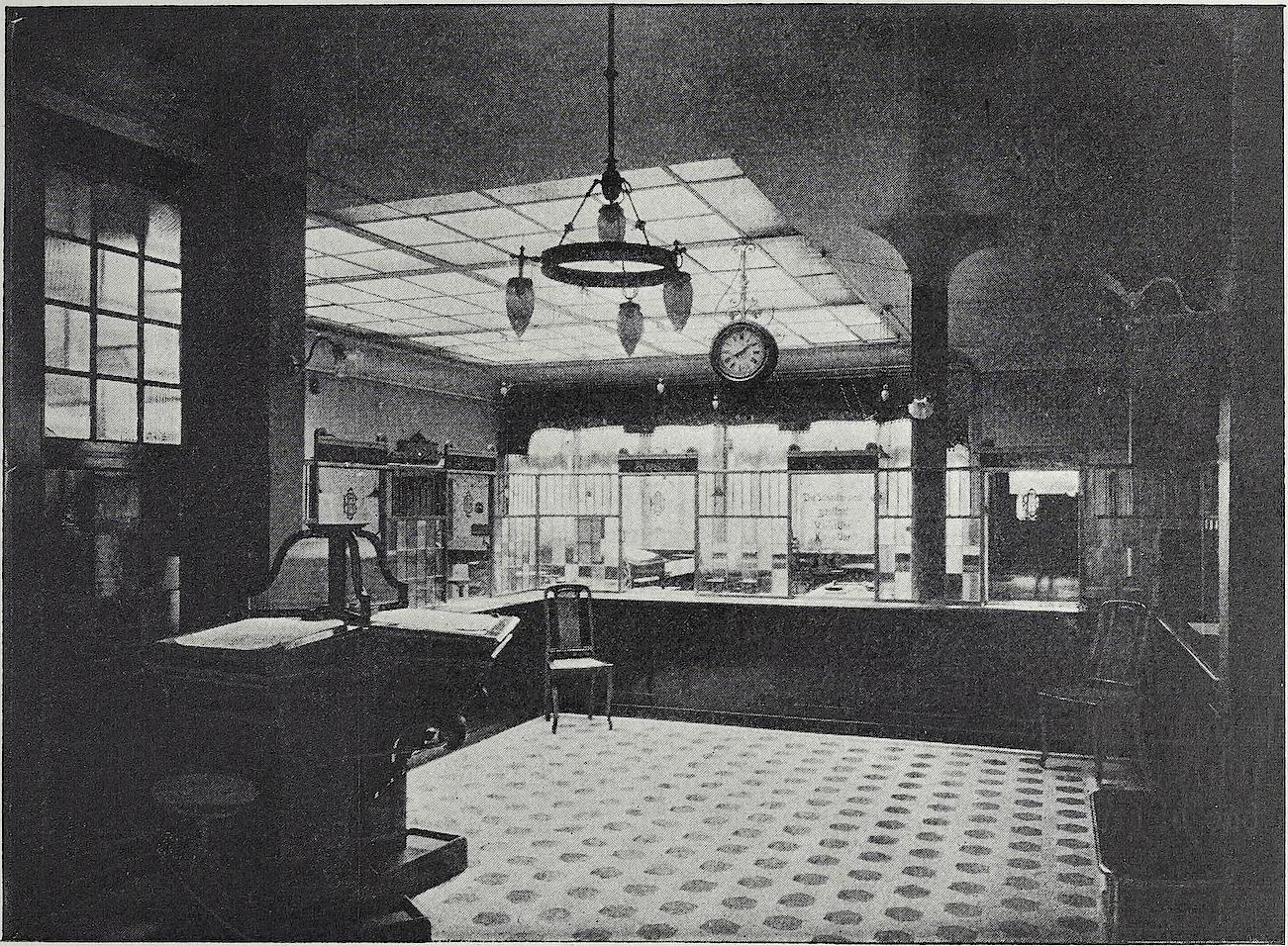
Badische Bank, Schalterhalle, Mannheim, O4 4

Die Badische Bank war von 1870 bis 1935 Notenbank von Baden. Der Sitz der Privatnotenbank war Mannheim und ab 1932 Karlsruhe. Sie wurde 1934 durch Reichsgesetz liquidiert und existierte danach nur noch als Geschäftsbank-typisches Kreditinstitut.

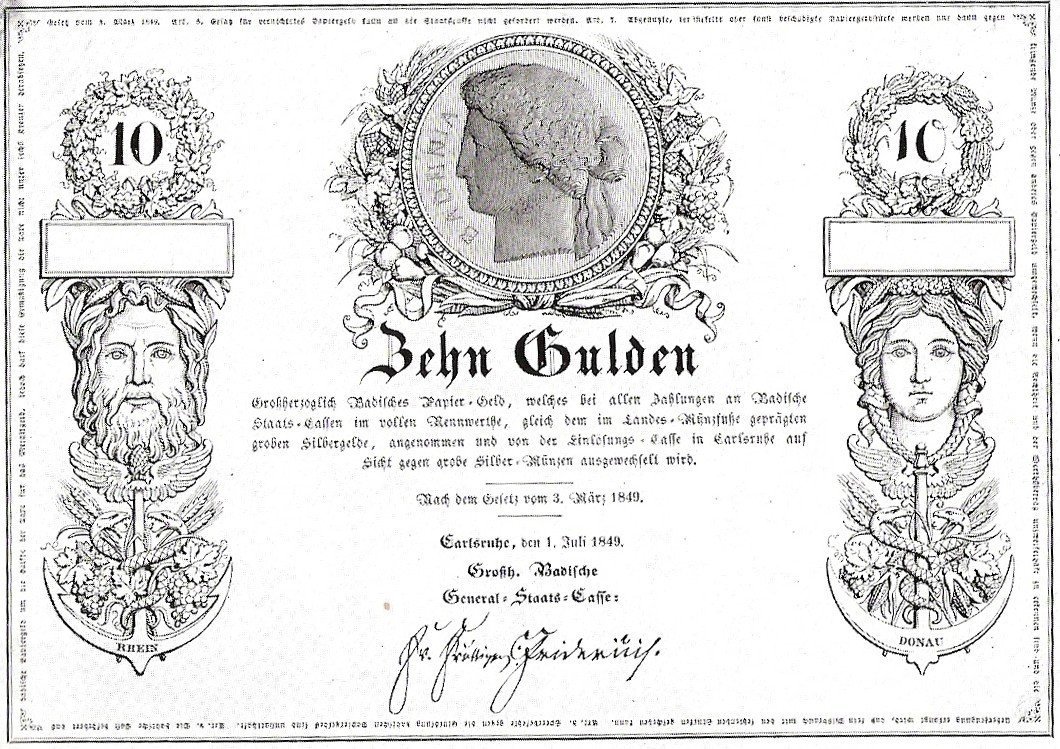
10-Gulden-Schein des Großherzogtums Baden von 1849

## Geschichte

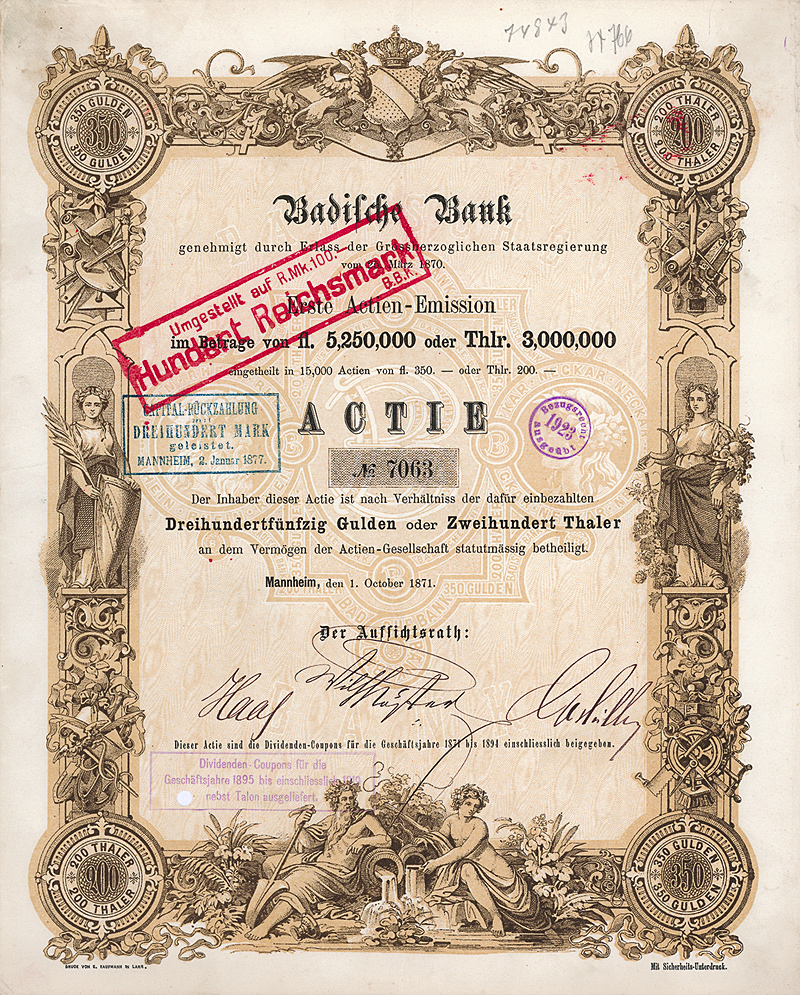
Aktie über 350 Gulden der Badischen Bank vom 1. Oktober 1871

Bereits 1844 wurde im Badischen Landtag die Gründung einer Notenbank diskutiert. Ziel war es, von auswärtigen Banken unabhängig zu werden. Widerstände verzögerten die Gründung aber bis 1870, als die Handelskammern in Mannheim und Karlsruhe den Gesetzentwurf zur Errichtung der Badischen Bank ausarbeiteten und durch den Landtag brachten. Jedoch gab das Großherzogtum bereits 1848 und 1854 Papiergeld aus.

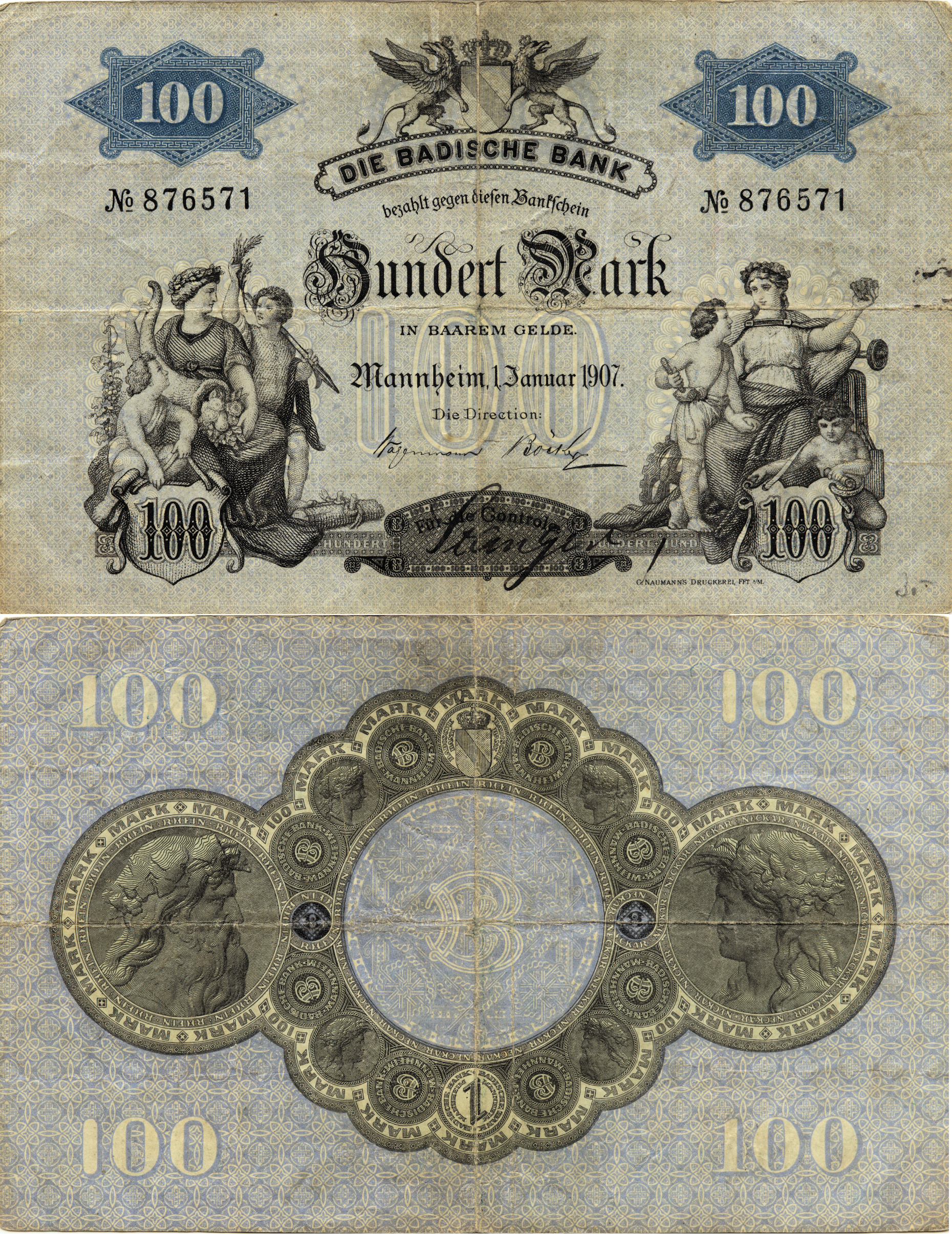
Banknote der Badischen Bank

Am 25. März 1870 erhielt die Badische Bank ihre Konzession als Privatnotenbank durch die Regierung des Großherzogtums Baden. Neben dem Großherzogtum selbst waren auch andere Aktionäre an der Bankgründung beteiligt. Neben badischen Privatbankiers waren dies unter anderem Adolf von Hansemann von der Disconto-Gesellschaft und Freiherr Carl von Rothschild für die Frankfurter Bank M.A. Rothschild & Söhne. Das Kapital betrug 10.500.000 Gulden (entsprechend 6.000.000 Taler) und war in 30.000 Aktien à 350 Gulden (bzw. 200 Taler) aufgeteilt. Bereits 1871 eröffnete eine Filiale in Karlsruhe.
Die Bank verfügte über das Recht, bis zum dreifachen des eingezahlten Kapitals Banknoten auszugeben. Ein Drittel des Notenumlaufs musste durch Silber, zwei Drittel durch Gold oder Wechsel gedeckt sein. Im Gegenzug für das Notenbankprivileg, war die Bank verpflichtet, ein Fünftel des Gewinns nach Abzug einer 5-prozentigen Dividende an das Land auszuschütten. Dieser Staatsanteil stieg von 2.626,80 Goldmark 1880 auf 22.885 Mark im Jahre 1890. Zum 1. Dezember 1870 gab die Badische Bank 10-Gulden-Noten heraus, zum 1. Juli 1871 50-Gulden-Noten. Der Notenumlauf betrug 1871 11.370.000 Gulden und stieg bis 1874 auf 30.276.000 Gulden an. Nach der reichsweiten Einführung der Markwährung folgten 1874, 1890, 1902, 1907 und 1918 100-Mark-Noten. Alle diese Banknoten wurden von Dondorf & Naumann in Frankfurt gedruckt.
In der Inflationszeit gab die Badische Bank innerhalb etwas mehr als eines Jahres Banknoten mit Nennwerten von 500 Mark (am 1. August 1922), 5.000 Mark, 10.000 Mark, 500.000 Mark, 1 Million Mark, 20 Millionen Mark, 2 Milliarden Mark und 100 Milliarden Mark (am 30. Oktober 1923) heraus. Im Oktober 1924 gab sie nochmals Banknoten über 50 Mark aus.
1931 erwarb die Republik Baden ein Aktienpaket von der Deutschen Bank und wurde dadurch Mehrheitsaktionär. 1934 hob die nationalsozialistische Regierung das Notenprivileg auf. In der Folge expandierte die Bank als reguläre Geschäftsbank. So wurde 1937 das Bankgeschäft Carl Trautwein in Freiburg erworben.
1978 fusionierte die Badische Bank mit der Württembergischen Bank zur Baden-Württembergischen Bank, die 2001 von der Landesbank Baden-Württemberg übernommen wurde.

## Sitz
Die Bank hatte seit ihrer Gründung ihren Sitz in einem dafür umgebauten Geschäftshaus in O4 4 in Mannheim. Das Gebäude wurde 1902 durch den Architekten Rudolf Tillessen umgebaut.